# Johannes Thomas (Maler)

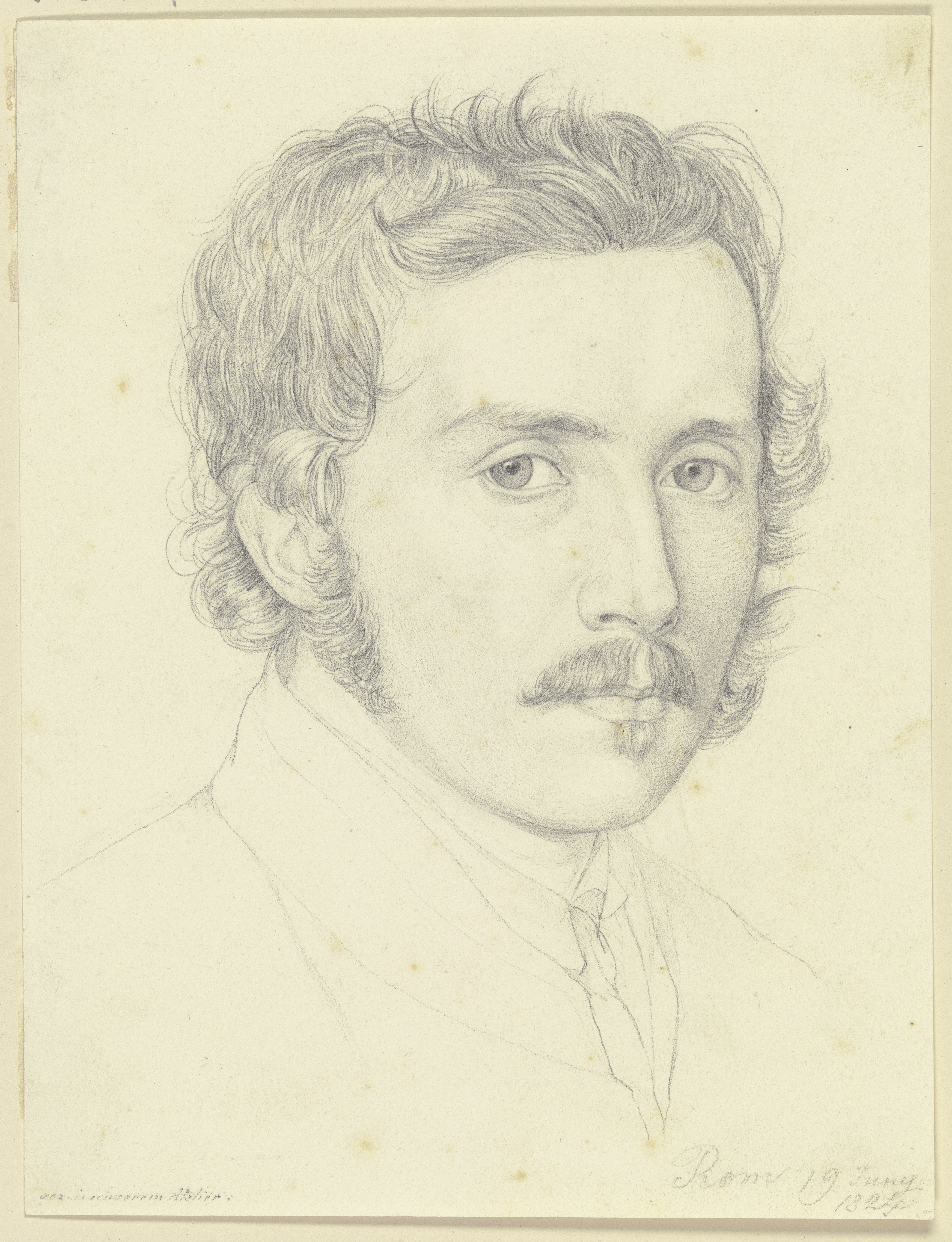
Johannes Thomas, gezeichnet von Nikolaus Hoff (19. Juni 1824)

Johannes Thomas (* 1793 in Frankfurt am Main; † 1863 ebenda) war ein deutscher Maler und Lithograph.

## Leben

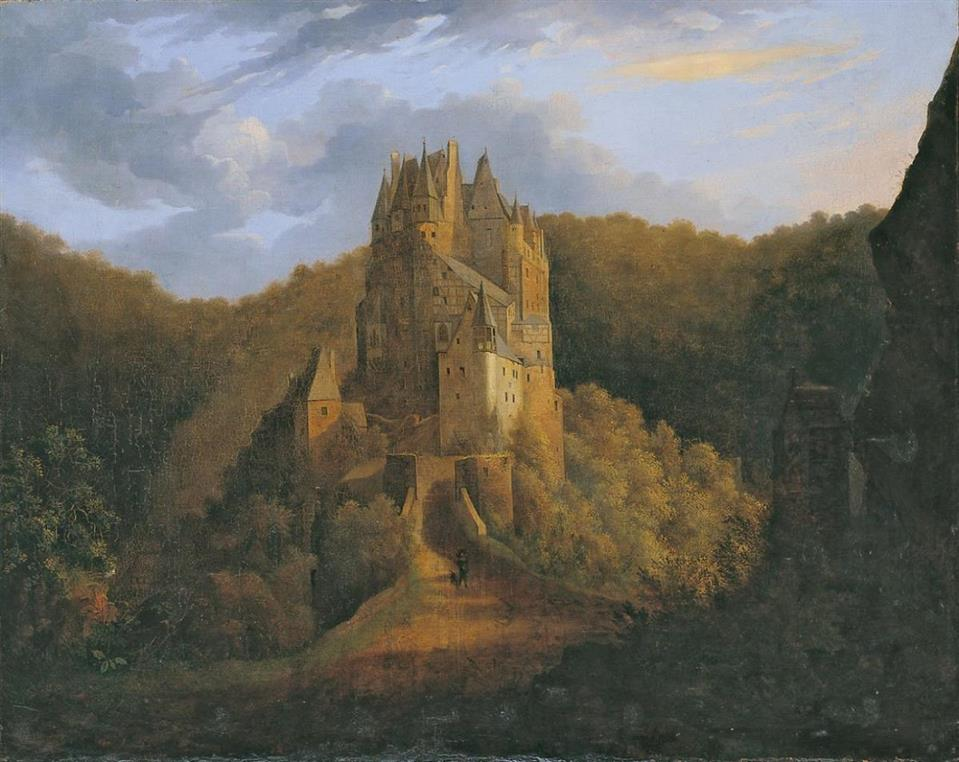
Burg Eltz, 1829 (dieses Bild ist nicht identisch mit dem im Abschnitt „Werke“ genannten)

Um 1817 studierte Thomas an der Zeichenschule des Darmstädter Galerieinspektors Franz Hubert Müller. Zwischen 1817 und 1821/22 war er mit einem Stipendium des Städelschen Kunstinstituts in Paris, wo er 1818 im Atelier von Antoine-Jean Gros und vermutlich Jean-Victor Bertin studierte. 1818–1821 ist er an der École des beaux-arts eingeschrieben. Von 1822 bis 1825 hielt er sich in Rom und Florenz auf, anschließend war er in Frankfurt a. M. ansässig.
Der tiefgläubige Thomas war unter anderem mit den Malern Friedrich Ludwig von Maydell und Ludwig Richter befreundet. Neben Maydell und dem Kupferstecher Johann Nikolaus Hoff war Thomas einer derjenigen, die wesentlich dazu beitrugen, dass Richter zum Jahreswechsel 1824/25 eine Bekehrung zum Glauben an Christus erlebte.

## Werke (Beispiele)
- Burg Eltz, um 1830, Öl/Lw, 80 × 100,9 cm, Inv. Nr. 1307, Frankfurt a. M., Städel Museum (Salon 1831, Nr. 1987)
- Burg Keisemberg, in der Nähe von Frankfurt am Main, Verbleib unbekannt (ebd., Nr. 1989)
- Das Siebengebirge, Verbleib unbekannt (ebd., Nr. 1988).